# دیلبرت
دیلبرت  (به انگلیسی: Dilbert) یک کمیک استریپ یا داستان مصور آمریکایی است که توسط اسکات آدامز نوشته و نقاشی شده و برای اولین بار در ۱۶ مارس ۱۹۸۹ منتشر شده است. چندین کتاب، یک مجموعه تلویزیونی انیمیشن، یک بازی ویدئویی و صدها کالا و اقلام تجاری با مضمون دیلبرت ساخته شده است.
دیلبرت در فضای آنلاین و در ۲۰۰۰ روزنامه در سراسر جهان در ۶۵ کشور به ۲۵ زبان به چشم می‌خورد.

## جوایز
آدامز برای این اثر جایزه روبن را از انجمن ملی کاریکاتوریست‌های آمریکا در سال ۱۹۹۷ دریافت کرد و در همان سال جایزه روزنامه کمیک استریپ نیز به او اهدا شد.
علاوه بر آن آدامز در سال ۱۹۹۵ به عنوان بهترین هنرمند کمیک استریپ بین‌المللی، جوایز آدامسون را از آکادمی سوئدی هنر طنز دریافت کرد.
در سال ۱۹۹۷ دیلبرت به عنوان بهترین استریپ همزمان در جوایز هاروی نامگذاری شد و سال ۱۹۹۸ برنده جایزه مکس و موریتز برای بهترین کمیک استریپ بین‌المللی شد.
از ۲۰ تا ۲۴ مه ۲۰۰۲ موتور جستجوی گوگل، گوگل دودل صفحه اصلی خود را به کمیک‌هایی با الهام از این مجموعه تغییر داد.